# Yerbabuena Isbontick
Yerbabuena Isbontick es una localidad del estado mexicano de Chiapas. Es parte del municipio de Bochil.

## Demografía
| Gráfica de evolución demográfica |
|                                  |

| Censo | Población |
| ----- | --------- |
| 1940  | 138       |
| 1950  | 196       |
| 1960  | 232       |
| 1970  | 229       |
| 1980  | 379       |
| 1990  | 533       |
| 2000  | 715       |
| 2010  | 933       |
| 2020  | 1 133     |